# Saison 1 de Dollhouse
Chronologie
Saison 2
Cet article présente le guide des épisodes de la première saison de la série télévisée Dollhouse.

## Distribution

### Acteurs principaux
- Eliza Dushku (V. F. : Barbara Delsol) : Echo / Caroline Farrell
- Tahmoh Penikett (V. F. : Xavier Béja) : Paul Ballard
- Olivia Williams (V. F. : Anne Rondeleux) : Adelle DeWitt
- Fran Kranz (V. F. : Pascal Nowak) : Topher Brink
- Harry Lennix (V. F. : Frantz Confiac) : Boyd Langton
- Enver Gjokaj (V. F. : Jérémy Prevost) : Lubov / Victor / Anthony Ceccoli
- Dichen Lachman (V. F. : Pamela Ravassard) : Sierra / Priya Tsetsang

### Acteurs récurrents et invités
- Amy Acker (V. F. : Léa Gabrièle) : Whiskey / Dr Claire Saunders
- Reed Diamond (V. F. : Régis Reuilhac) : Laurence Dominic
- Miracle Laurie (V. F. : Bénédicte Bosc) : November / Mellie
- Liza Lapira (V. F. : Natacha Muller) : Ivy
- Aisha Hinds (V. F. : Laura Zichy) : Loomis
- Brett Claywell (V. F. : Donald Reignoux) : Matt Cargill (épisodes 1 et 7)
- Mark Sheppard (V. F. : Fabien Jacquelin) : Tanaka (épisodes 6 et 12)
- Alan Tudyk (V. F. : Vincent Ropion) : Alpha / Carl William Craft (épisodes 11 et 12)
- Felicia Day (V. F. : Catherine Desplaces) : Meg (épisode 13)
- Zack Ward (V. F. : Fabrice Lelyon) : Zone (épisode 13)

## Épisodes

### Épisode 1:Le Fantôme
- États-Unis /  Canada : 13 février 2009 sur Fox / Global
- France : 5 novembre 2009 sur Téva
- Québec : 8 février 2010 sur Ztélé
- Suisse : 24 février 2010 sur TSR1
- Belgique : 6 septembre 2012 sur Plug RTL[1]

- États-Unis : 4,76 millions de téléspectateurs[2]

- Amy Acker (Dr Claire Saunders)
- Reed Diamond (Laurence Dominic)
- Brett Claywell (Matt)
- Kurt Caceres (Gabriel Crestejo)
- Haley Alexis Pullos (Davina Crestejo)
- Oscar Torres (Chui)
- David Doty (Dir. Sam Zimmerman)
- Vincent Laresca (Mr. Sunshine)
- Tim Kelleher (Detmer)

### Épisode 2:À la vie, à la mort
- États-Unis : 20 février 2009 sur Fox
- France : 5 novembre 2009 sur Téva
- Québec : 15 février 2010 sur Ztélé
- Suisse : 3 mars 2010 sur TSR1
- Belgique : 6 septembre 2012 sur Plug RTL[1]

- États-Unis : 4,25 millions de téléspectateurs[3]

- Amy Acker (Dr Claire Saunders)
- Reed Diamond (Laurence Dominic)
- Matt Keeslar (Richard O'Connell)
- Miracle Laurie (Mellie)

### Épisode 3:Mourir sur scène
- États-Unis : 27 février 2009 sur Fox
- France : 5 novembre 2009 sur Téva
- Québec : 22 février 2010 sur Ztélé
- Suisse : 10 mars 2010 sur TSR1
- Belgique : 13 septembre 2012 sur Plug RTL[1]

- États-Unis : 4,18 millions de téléspectateurs[4]

- Amy Acker (Dr Claire Saunders)
- Reed Diamond (Laurence Dominic)
- Miracle Laurie (Mellie)
- Kevin Kilner (Hearn)
- Jaime Lee Kirchner (Rayna Russell)
- Jim Piddock (Biz)
- Cloie Wyatt Taylor (Chantal)
- Graham Norris (The Fan)

### Épisode 4:Réinitialisation
- États-Unis : 6 mars 2009 sur Fox
- France : 5 novembre 2009 sur Téva
- Québec : 1er mars 2010 sur Ztélé
- Suisse : 17 mars 2010 sur TSR1
- Belgique : 13 septembre 2012 sur Plug RTL[1]

- États-Unis : 3,57 millions de téléspectateurs[5]

- Amy Acker (Dr Claire Saunders)
- Reed Diamond (Laurence Dominic)
- Liza Lapira (Ivy)
- Anson Mount (Vitas)
- Toby Leonard Moore (Walton)
- Mark Ivanir (Cyril)
- Kevin Will (Gerry)
- Sarah McElligott (Nancy)
- Andrew Bowen (Scott)
- Tony Amendola (Atalo Diakos)

### Épisode 5:Croyance aveugle
- États-Unis : 13 mars 2009 sur Fox
- France : 12 novembre 2009 sur Téva
- Québec : 8 mars 2010 sur Ztélé
- Suisse : 24 mars 2010 sur TSR1
- Belgique : 20 septembre 2012 sur Plug RTL[1]

- États-Unis : 4,26 millions de téléspectateurs[6]

- Amy Acker (Dr Claire Saunders)
- Reed Diamond (Laurence Dominic)
- Miracle Laurie (Mellie)
- Brian Bloom (Jonas Sparrow)
- Aisha Hinds (Loomis)
- Rebecca Field (Kris)
- Angus Sutherland (Lilya)
- Mark Totty (Agent Lilly)
- Sam Hennings (Senator Boxbaum)
- Brad Hunt (Jesse Dillard)
- David Alpay (Seth)

### Épisode 6:Légende urbaine
- États-Unis : 20 mars 2009 sur Fox
- France : 12 novembre 2009 sur Téva
- Québec : 15 mars 2010 sur Ztélé
- Suisse : 31 mars 2010 sur TSR1
- Belgique : 20 septembre 2012 sur Plug RTL[1]

- États-Unis : 4,14 millions de téléspectateurs[7]

- Amy Acker (Dr Claire Saunders)
- Reed Diamond (Laurence Dominic)
- Miracle Laurie (Mellie)
- Kevin Kilner (Hearn)
- Liza Lapira (Ivy)
- Mark Sheppard (Tanaka)
- Aisha Hinds (Loomis)
- David Barry Gray (Bicks)
- Patrick Stinson (Brett Locano)
- Patton Oswalt (Joel Mynor)

 Modification de l'article car avoir des relations sexuelles n'est pas juste il la viole

### Épisode 7:Echos
- États-Unis : 27 mars 2009 sur Fox
- France : 12 novembre 2009 sur Téva
- Québec : 22 mars 2010 sur Ztélé
- Suisse : 7 avril 2010 sur TSR1
- Belgique : 27 septembre 2012 sur Plug RTL[1]

- États-Unis : 3,86 millions de téléspectateurs[8]

- Reed Diamond (Laurence Dominic)
- Miracle Laurie (Mellie)
- Brett Claywell (Matt)
- Philip Casnoff (Clive Ambrose)
- Mehcad Brooks (Sam)
- Josh Cooke (Leo Carpenter)
- Octavia Spencer (Professor Janack)

### Épisode 8:L'Échappée belle
- États-Unis : 3 avril 2009 sur Fox
- France : 19 novembre 2009 sur Téva
- Québec : 29 mars 2010 sur Ztélé
- Suisse : 14 avril 2010 sur TSR1
- Belgique : 27 septembre 2012 sur Plug RTL[1]

- États-Unis : 3,44 millions de téléspectateurs[9]

- Amy Acker (Dr Claire Saunders)
- Reed Diamond (Laurence Dominic)
- Miracle Laurie (Mellie)
- Teddy Sears (Mike)
- Emma Bell (Tango)
- Skyler Stone (Jimmy)
- Angel Desai (Sophie)
- Vincent Ventresca (Nolan)
- Joe Wandell (Adams)

### Épisode 9:Trahison en sous-sol
- États-Unis : 10 avril 2009 sur Fox
- France : 19 novembre 2009 sur Téva
- Québec : 5 avril 2010 sur Ztélé
- Suisse : 21 avril 2010 sur TSR1
- Belgique : 4 octobre 2012 sur Plug RTL[1]

- États-Unis : 3,5 millions de téléspectateurs[10]

- Amy Acker (Dr Claire Saunders)
- Reed Diamond (Laurence Dominic)
- Miracle Laurie (Mellie)
- Valerie Cruz (Ramirez)
- Liza Lapira (Ivy)
- Tim Chiou (Nikoden)

### Épisode 10:Post-mortem
- États-Unis : 24 avril 2009 sur Fox
- France : 19 novembre 2009 sur Téva
- Québec : 12 avril 2010 sur Ztélé
- Suisse : 28 avril 2010 sur TSR1
- Belgique : 4 octobre 2012 sur Plug RTL[1]

- États-Unis : 2,92 millions de téléspectateurs[11]

- Amy Acker (Dr Claire Saunders)
- Reed Diamond (Laurence Dominic)
- Miracle Laurie (Mellie)
- Aisha Hinds (Loomis)
- Rhea Seehorn (Jocelyn Bashford)
- Brenda Bakke (Margaret Bashford)
- Jordan Bridges (Nicolas Bashford)
- Gregg Henry (William Bashford)
- Ian Anthony Dale (Jack Dunston)

### Épisode 11:La Belle au bois dormant
- États-Unis : 1er mai 2009 sur Fox
- France : 26 novembre 2009 sur Téva
- Québec : 19 avril 2010 sur Ztélé
- Suisse : 5 mai 2010 sur TSR1

- États-Unis : 3,06 millions de téléspectateurs[12]

- Amy Acker (Dr Claire Saunders)
- Reed Diamond (Laurence Dominic)
- Alan Tudyk (Stephen Kepler)
- Miracle Laurie (Mellie/November)
- Liza Lapira (Ivy)
- Aisha Hinds (Loomis)
- Hannah Leigh Dworkin (Susan)
- Judith Moreland (Renee)

### Épisode 12:Omega
- États-Unis : 8 mai 2009 sur Fox
- France : 26 novembre 2009 sur Téva
- Québec : 26 avril 2010 sur Ztélé
- Suisse : 12 mai 2010 sur TSR1

- États-Unis : 2,7 millions de téléspectateurs[13]

- Amy Acker (Dr Claire Saunders)
- Miracle Laurie (Mellie/November/Madeline Costley)
- Alan Tudyk (Stephen Kepler)
- Angel Desai (Sophie Alvarez)
- Mark Sheppard (Agent Tanaka)
- Marco Sanchez (Blevins)
- Ashley Johnson (Wendy)

### Épisode 13:Los Angeles 2019
- États-Unis : Non-diffusé, épisode réservé au marché du DVD et du Blu-Ray
- France : 26 novembre 2009 sur Téva
- Québec : 3 mai 2010 sur Ztélé
- Suisse : 19 mai 2010 sur TSR1

- Amy Acker (Dr Claire Saunders / Whiskey)
- Felicia Day (Mag)
- Zack Ward (Zone)
- Janina Gavankar (Lynn)
- Chris William Martin (Griff)
- Adair Tishler (Iris Miller / Caroline Farrell)